# 대한민국 제헌 국회의원 목록
다음은 대한민국 제헌 국회를 구성하는 대한민국 제헌 국회의원들의 명단이다.
제헌 국회의원은 총 200명의 정원으로 구성되어 있으며 1948년 5월 31일에 임기를 시작해 1950년 5월 30일까지 2년 간의 임기를 수행했다. 제헌 국회의원은 대한민국의 초대 국회의원으로 대한민국의 헌법을 제정하였다. 제헌 국회의원은 200명 전원이 지역구 의원이며 1948년 5월 10일에 치러진 총선거를 통해 200명 중 198인이 선출되었으며 제주 4·3 사건으로 인해 선출하지 못한 2명은 이듬해인 1949년에 선출하였다. 또한 임기 중 결원이 발생한 경우 해당 지역에 재보궐선거를 실시하여 결원된 자리의 국회의원을 선출했다.

## 지역구(200석)
- 제1공화국의 부족한 사료와 정보들로 인해 각 의원들의 당적 변경사는 부정확할 수 있음

### 서울특별시(10석)
| 선거구      | 이름   | 당선시 정당 | 당선시 정당        | 종료시 정당 | 종료시 정당        | 관할구역 | 비고                                                 |
| ----------- | ------ | ----------- | ------------------ | ----------- | ------------------ | --- | ---------------------------------------------------- |
| 중구        | 윤치영 |             | 한국민주당         |             | 대한국민당         | 중구 일원 | 일자미상 대한국민당 입당                             |
| 종로구 갑   | 이윤영 |             | 조선민주당         |             | 조선민주당         | 종로구 청운동, 신교동, 궁정동, 효자동, 누하동, 누상동, 옥인동, 통인동, 창성동, 필운동, 사직동, 체부동, 통의동, 내자동, 적선동, 내수동, 도렴동, 당주동, 서대문2가, 서대문1가, 세종로, 종로1가, 서린동, 청진동, 수송동, 중학동, 관훈동, 인사동, 견지동, 공평동, 종로2가, 관철동, 송현동, 사간동, 안국동, 소격동, 화동, 팔판동, 삼청동, 제동, 가회동 |                                                      |
| 종로구 을   | 장면   |             | 무소속             |             | 무소속             | 종로구 화서동, 권농동, 와룡동, 운니동, 묘동, 돈의동, 경운동, 익선동, 낙원동, 종로3가, 관수동, 장사동, 종로4가, 훈정동, 봉익동, 예지동, 인의동, 원남동, 연지동, 종로5가, 종로6가, 충신동, 효제동, 동숭동, 이화동, 혜화동, 명륜동1가, 명륜동2가, 명륜동3가, 명륜동4가, 계동, 연건동                                                                 | 1949.2.22. 의원직 사퇴                               |
| 종로구 을   | 이인   |             | 무소속             |             | 대한국민당         | 종로구 화서동, 권농동, 와룡동, 운니동, 묘동, 돈의동, 경운동, 익선동, 낙원동, 종로3가, 관수동, 장사동, 종로4가, 훈정동, 봉익동, 예지동, 인의동, 원남동, 연지동, 종로5가, 종로6가, 충신동, 효제동, 동숭동, 이화동, 혜화동, 명륜동1가, 명륜동2가, 명륜동3가, 명륜동4가, 계동, 연건동                                                                 | 1949.3.31. 재보궐선거 당선 일자미상 대한국민당 입당  |
| 동대문구 갑 | 이승만 |             | 대한독립촉성국민회 |             | 대한독립촉성국민회 | 동대문구 돈암동, 성북동, 창신동, 숭인동 | 1948.7.20. 의원직 사퇴                               |
| 동대문구 갑 | 홍성하 |             | 한국민주당         |             | 민주국민당         | 동대문구 돈암동, 성북동, 창신동, 숭인동 | 1948.10.31. 재보궐선거 당선 일자미상 민주국민당 입당 |
| 동대문구 을 | 이영준 |             | 한국민주당         |             | 민주국민당         | 동대문구 신설동, 안암동, 용두동, 제기동, 종암동, 전농동, 답십리동, 청량리동, 회기동, 휘경동, 이문동 | 일자미상 민주국민당 입당                             |
| 성동구      | 지청천 |             | 대동청년단         |             | 민주국민당         | 성동구 일원 | 일자미상 민주국민당 입당                             |
| 서대문구    | 김도연 |             | 한국민주당         |             | 한국민주당         | 서대문구 일원 |                                                      |
| 마포구      | 김상돈 |             | 무소속             |             | 민주국민당         | 마포구 일원 | 일자미상 민주국민당 입당                             |
| 용산구      | 김동원 |             | 한국민주당         |             | 한국민주당         | 용산구 일원 |                                                      |
| 영등포구    | 윤재욱 |             | 대동청년단         |             | 민주국민당         | 영등포구 일원 | 일자미상 민주국민당 입당                             |

### 경기도(29석)
| 선거구    | 이름   | 당선시 정당 | 당선시 정당        | 종료시 정당 | 종료시 정당 | 관할구역 | 비고                                                                           |
| --------- | ------ | ----------- | ------------------ | ----------- | ----------- | --- | ------------------------------------------------------------------------------ |
| 인천부 갑 | 곽상훈 |             | 무소속             |             | 무소속      | 인천부 중앙동, 관동, 송학동, 해안동, 항동, 사동, 답동, 신흥동1가, 신흥동2가, 신흥동3가, 신생동, 신포동, 선화동, 유동, 도원동, 율목동, 선린동, 북성동, 송월동, 인현동, 전동, 내동, 경동, 용동, 숭의동, 용현동, 학익동, 옥련동, 주안지청관내, 남동지청관내, 문학지청관내 | 일자미상 일민구락부 입당 일자미상 일민구락부 탈당                              |
| 인천부 을 | 조봉암 |             | 무소속             |             | 대한국민당  | 인천부 만석동, 화목동, 화평동, 창영동, 금곡동, 송림동, 송현동, 부평지청관내, 서곶지청관내 | 일자미상 대한국민당 입당                                                       |
| 개성부    | 이성득 |             | 무소속             |             | 일민구락부  | 개성부 일원 | 일자미상 일민구락부 입당                                                       |
| 고양군 갑 | 서성달 |             | 대한독립촉성국민회 |             | 대한국민당  | 고양군 은평면, 숭인면 | 일자미상 민주국민당 입당 1950.3.24. 민주국민당 탈당 1950.3.24. 대한국민당 입당 |
| 고양군 을 | 최국현 |             | 무소속             |             | 민주국민당  | 고양군 신도면, 원당면, 지도면, 중면, 송포면, 벽제면, 독도면 | 일자미상 민주국민당 입당                                                       |
| 광주군    | 신익희 |             | 대한독립촉성국민회 |             | 민주국민당  | 광주군 일원 | 일자미상 대한국민당 창당 일자미상 민주국민당 합당                              |
| 양주군 갑 | 김덕열 |             | 무소속             |             | 대한국민당  | 양주군 의정부읍, 주내면, 회천면, 이담면, 은현면, 광적면, 백석면, 장흥면, 별내면, 남면 | 일자미상 신정회 입당 일자미상 대한국민당 입당                                  |
| 양주군 을 | 이진수 |             | 무소속             |             | 대한국민당  | 양주군 화도면, 와부면, 미금면, 구리면, 노해면, 진건면, 진접면 | 일자미상 대한노농당 입당 일자미상 대한국민당 입당                              |
| 포천군    | 서정희 |             | 한국민주당         |             | 민주국민당  | 포천군 일원 | 일자미상 민주국민당 입당                                                       |
| 시흥군    | 이재형 |             | 무소속             |             | 대한국민당  | 시흥군 일원 | 일자미상 신정회 입당 일자미상 대한국민당 입당                                  |
| 부천군    | 이유선 |             | 대한독립촉성국민회 |             | 대한국민당  | 부천군 일원 | 일자미상 일민구락부 입당 일자미상 대한국민당 입당                              |
| 김포군    | 정준   |             | 무소속             |             | 무소속      | 김포군 일원 |                                                                                |
| 강화군    | 윤재근 |             | 무소속             |             | 무소속      | 강화군 일원 | 일자미상 신정회 입당 일자미상 대한국민당 입당 일자미상 대한국민당 탈당         |
| 파주군    | 김웅권 |             | 무소속             |             | 대한국민당  | 파주군 일원 | 일자미상 신정회 입당 일자미상 대한국민당 입당                                  |
| 장단군    | 조중현 |             | 무소속             |             | 민주국민당  | 장단군 일원 | 일자미상 민주국민당 입당                                                       |
| 개풍군    | 신광균 |             | 대한독립촉성국민회 |             | 일민구락부  | 개풍군 일원 | 일자미상 일민구락부 입당                                                       |
| 연백군 갑 | 김경배 |             | 무소속             |             | 대한국민당  | 연백군 연안읍, 송봉면, 해룡면, 용도면, 괘궁면, 추화면, 청룡면, 일신면, 내성면, 봉서면 | 일자미상 일민구락부 입당 일자미상 대한국민당 입당                              |
| 연백군 을 | 신현모 |             | 한국민주당         |             | 민주국민당  | 연백군 은천면, 유곡면, 해월면, 온정면, 도촌면, 석산면, 봉화면, 호동면, 호남면, 해성면 | 일자미상 민주국민당 입당                                                       |
| 가평군    | 홍익표 |             | 무소속             |             | 무소속      | 가평군 일원 |                                                                                |
| 양평군    | 류래완 |             | 무소속             |             | 대한국민당  | 양평군 일원 | 일자미상 신정회 입당 일자미상 대한국민당 입당                                  |
| 여주군    | 원용한 |             | 대동청년단         |             | 일민구락부  | 여주군 일원 | 일자미상 일민구락부 입당                                                       |
| 이천군    | 송창식 |             | 대한독립촉성국민회 |             | 대한국민당  | 이천군 일원 | 일자미상 일민구락부 입당 일자미상 대한국민당 입당                              |
| 용인군    | 민경식 |             | 대한독립촉성국민회 |             | 무소속      | 일자미상 민주국민당 입당 일자미상 민주국민당 탈당 |                                                                                |
| 안성군    | 김영기 |             | 대한독립촉성국민회 |             | 대한국민당  | 안성군 일원 | 일자미상 대한독립촉성국민회 탈당 일자미상 대한국민당 입당                      |
| 평택군    | 최석화 |             | 무소속             |             | 민주국민당  | 평택군 일원 | 일자미상 민주국민당 입당                                                       |
| 수원군 갑 | 홍길선 |             | 대동청년단         |             | 민주국민당  | 수원군 수원읍, 일왕면, 반월면, 매송면, 봉담면, 비봉면, 음덕면, 마도면 | 일자미상 민주국민당 입당                                                       |
| 수원군 을 | 김웅진 |             | 무소속             |             | 대한국민당  | 수원군 송산면, 서신면, 팔탄면, 장안면, 우정면, 향남면, 양곡면, 정남면, 오산면, 동탄면, 대장면, 안룡면 | 일자미상 신정회 입당 일자미상 대한국민당 입당                                  |
| 옹진군 갑 | 오택관 |             | 한국독립당         |             | 대한국민당  | 옹진군 옹진읍, 북면, 서면, 용천면, 백령면 | 일자미상 대한노농당 입당 일자미상 대한국민당 입당                              |
| 옹진군 을 | 김인식 |             | 대동청년단         |             | 무소속      | 옹진군 흥미면, 부미면, 용연면, 봉면, 송림면, 해남면, 동강면, 동남면 | 일자미상 민주국민당 입당 일자미상 민주국민당                                   |

### 강원도(12석)
| 선거구    | 이름   | 당선시 정당 | 당선시 정당        | 종료시 정당 | 종료시 정당 | 관할구역                                                                        | 비고                                                                   |
| --------- | ------ | ----------- | ------------------ | ----------- | ----------- | ------------------------------------------------------------------------------- | ---------------------------------------------------------------------- |
| 춘천부    | 최규옥 |             | 대한독립촉성국민회 |             | 일민구락부  | 춘천부 일원                                                                     | 일자미상 일민구락부 입당 1949.12.21. 의원직 사퇴                       |
| 춘천부    | 공석   |             |                    |             |             |                                                                                 |                                                                        |
| 춘성군    | 이종순 |             | 대한독립촉성국민회 |             | 대한국민당  | 춘성군 일원                                                                     | 일자미상 일민구락부 입당 일자미상 대한국민당 입당                      |
| 홍천군    | 이재학 |             | 무소속             |             | 민주국민당  | 홍천군 일원                                                                     | 일자미상 신정회 입당 일자미상 대한국민당 입당 일자미상 민주국민당 입당 |
| 횡성군    | 원용균 |             | 대한독립촉성국민회 |             | 대한국민당  | 횡성군 일원                                                                     | 일자미상 일민구락부 입당 일자미상 대한국민당 입당                      |
| 원주군    | 홍범희 |             | 무소속             |             | 대한국민당  | 원주군 일원                                                                     | 일자미상 신정회 입당 일자미상 대한국민당 입당                          |
| 영월군    | 장기영 |             | 무소속             |             | 민주국민당  | 영월군 일원                                                                     | 일자미상 민주국민당 입당                                               |
| 평창군    | 황호현 |             | 대한독립촉성국민회 |             | 대한국민당  | 평창군 일원                                                                     | 일자미상 일민구락부 입당 일자미상 대한국민당 입당                      |
| 정선군    | 최태규 |             | 무소속             |             | 무소속      | 정선군 일원                                                                     | 1950.2.10. 의원직 상실                                                 |
| 정선군    | 공석   |             |                    |             |             |                                                                                 |                                                                        |
| 강릉군 갑 | 원장길 |             | 대동청년단         |             | 민주국민당  | 강릉군 강릉읍, 성덕면, 강동면, 옥계면, 묵호읍                                   | 일자미상 민주국민당 입당                                               |
| 강릉군 을 | 최헌길 |             | 대한독립촉성국민회 |             | 민주국민당  | 강릉군 구정면, 성산면, 왕산면, 경포면, 사천면, 연곡면, 주문진읍, 현남면, 신서면 | 일자미상 대한노농당 입당 일자미상 민주국민당 입당                      |
| 삼척군    | 김진구 |             | 대한독립촉성국민회 |             | 무소속      | 삼척군 일원                                                                     | 일자미상 민주국민당 입당 일자미상 민주국민당 탈당                      |
| 울진군    | 김광준 |             | 무소속             |             | 무소속      | 울진군 일원                                                                     |                                                                        |

### 충청북도(12석)
| 선거구    | 이름   | 당선시 정당 | 당선시 정당        | 종료시 정당 | 종료시 정당 | 관할구역                                                                      | 비고                                                            |
| --------- | ------ | ----------- | ------------------ | ----------- | ----------- | ----------------------------------------------------------------------------- | --------------------------------------------------------------- |
| 청주부    | 박기운 |             | 무소속             |             | 대한국민당  | 청주부 일원                                                                   | 일자미상 대한노농당 입당 일자미상 대한국민당 입당               |
| 청원군 갑 | 홍순옥 |             | 무소속             |             | 대한국민당  | 청원군 사주면, 낭성면, 미원면, 가덕면, 남일면, 남이면, 문의면, 현도면, 부용면 | 일자미상 대한노농당 입당 일자미상 대한국민당 입당               |
| 청원군 을 | 이만근 |             | 무소속             |             | 민주국민당  | 청원군 강서면, 강내면, 강외면, 옥산면, 오창면, 북이면, 북일면                 | 일자미상 민주국민당 입당                                        |
| 보은군    | 김교현 |             | 무소속             |             | 민주국민당  | 보은군 일원                                                                   | 일자미상 민주국민당 입당                                        |
| 옥천군    | 정구삼 |             | 대한독립촉성국민회 |             | 일민구락부  | 옥천군 일원                                                                   | 일자미상 일민구락부 입당                                        |
| 영동군    | 박우경 |             | 무소속             |             | 대한국민당  | 영동군 일원                                                                   | 일자미상 대한노농당 입당 일자미상 대한국민당 입당               |
| 진천군    | 송필만 |             | 한국민주당         |             | 민주국민당  | 진천군 일원                                                                   | 일자미상 민주국민당 입당                                        |
| 괴산군    | 연병호 |             | 무소속             |             | 대한국민당  | 괴산군 일원                                                                   | 일자미상 신정회 입당 일자미상 대한국민당 입당                   |
| 음성군    | 이의상 |             | 대한독립촉성국민회 |             | 대한국민당  | 음성군 일원                                                                   | 일자미상 일민구락부 입당 일자미상 대한국민당 입당               |
| 충주군    | 김기철 |             | 대동청년단         |             | 무소속      | 충주군 일원                                                                   | 일자미상 대한노농당 입당 일자미상 대한국민당 입당 일자미상 탈당 |
| 제천군    | 유홍렬 |             | 무소속             |             | 대한국민당  | 제천군 일원                                                                   | 일자미상 일민구락부 입당 일자미상 대한국민당 입당               |
| 단양군    | 조종승 |             | 무소속             |             | 대한국민당  | 단양군 일원                                                                   | 일자미상 일민구락부 입당 일자미상 대한국민당 입당               |

### 충청남도(19석)
| 선거구    | 이름   | 당선시 정당 | 당선시 정당        | 종료시 정당 | 종료시 정당        | 관할구역                                                                                    | 비고                                              |
| --------- | ------ | ----------- | ------------------ | ----------- | ------------------ | ------------------------------------------------------------------------------------------- | ------------------------------------------------- |
| 대전부    | 성낙서 |             | 대한독립촉성국민회 |             | 무소속             | 대전부 일원                                                                                 | 일자미상 대한독립촉성국민회 탈당                  |
| 대덕군    | 송진백 |             | 대한독립촉성국민회 |             | 대한국민당         | 대덕군 일원                                                                                 | 일자미상 신정회 입당 일자미상 대한국민당 입당     |
| 연기군    | 진헌식 |             | 대한독립촉성국민회 |             | 대한국민당         | 연기군 일원                                                                                 | 일자미상 일민구락부 입당 일자미상 대한국민당 입당 |
| 공주군 갑 | 김명동 |             | 무소속             |             | 대한국민당         | 공주군 공주읍, 탄천면, 계룡면, 반포면, 이인면                                               | 일자미상 신정회 입당 일자미상 대한국민당 입당     |
| 공주군 을 | 신방현 |             | 무소속             |             | 무소속             | 공주군 장기면, 의당면, 정안면, 우성면, 사곡면, 신풍면, 유구면                               | 일자미상 민주국민당 입당 일자미상 민주국민당 탈당 |
| 논산군 갑 | 유진홍 |             | 대한독립촉성국민회 |             | 민주국민당         | 논산군 논산읍, 강경읍, 성동면, 광석면, 노성면, 상월면, 부적면                               | 일자미상 민주국민당 입당                          |
| 논산군 을 | 최운교 |             | 무소속             |             | 대한국민당         | 논산군 연산면, 두마면, 대곡면, 양촌면, 가야곡면, 구자곡면, 은진면, 채운면                   | 일자미상 대한노농당 입당 일자미상 대한국민당 입당 |
| 부여군 갑 | 남궁현 |             | 대한독립촉성국민회 |             | 대한국민당         | 부여군 부여면, 규암면, 은산면, 외산면, 내산면, 구룡면, 홍산면                               | 일자미상 신정회 입당 일자미상 대한국민당 입당     |
| 부여군 을 | 김철수 |             | 대한독립촉성국민회 |             | 일민구락부         | 부여군 장암면, 석성면, 초촌면, 옥산면, 남면, 충화면, 양화면, 임천면, 세도면                 | 일자미상 일민구락부 입당                          |
| 서천군    | 이훈구 |             | 무소속             |             | 대한노농당         | 서천군 일원                                                                                 | 일자미상 대한노농당 입당                          |
| 보령군    | 임석규 |             | 대동청년단         |             | 민주국민당         | 보령군 일원                                                                                 | 일자미상 민주국민당 입당                          |
| 청양군    | 이종근 |             | 대한독립촉성국민회 |             | 대한국민당         | 청양군 일원                                                                                 | 일자미상 신정회 입당 일자미상 대한국민당 입당     |
| 홍성군    | 손재학 |             | 대한독립촉성국민회 |             | 무소속             | 홍성군 일원                                                                                 | 일자미상 대한노농당 입당 일자미상 탈당            |
| 예산군    | 윤병구 |             | 무소속             |             | 대한국민당         | 예산군 일원                                                                                 | 일자미상 신정회 입당 일자미상 대한국민당 입당     |
| 서산군 갑 | 이종린 |             | 무소속             |             | 일민구락부         | 서산군 서산읍, 인지면, 팔봉면, 대산면, 성연면, 음암면, 대호지면, 정미면, 운산면             | 일자미상 일민구락부 입당                          |
| 서산군 을 | 김동준 |             | 무소속             |             | 대한국민당         | 서산군 정석면, 지곡면, 해미면, 고북면, 안면면, 남면, 태안면, 근흥면, 소원면, 근북면, 이북면 | 일자미상 대한노동당 입당 일자미상 대한국민당 입당 |
| 당진군    | 김용재 |             | 대한독립촉성국민회 |             | 대한국민당         | 당진군 일원                                                                                 | 일자미상 신정회 입당 일자미상 대한국민당 입당     |
| 아산군    | 서용길 |             | 무소속             |             | 무소속             | 아산군 일원                                                                                 | 1949. 자격상실                                    |
| 아산군    | 공석   |             |                    |             |                    |                                                                                             |                                                   |
| 천안군    | 이병국 |             | 대한독립촉성국민회 |             | 대한독립촉성국민회 | 천안군 일원                                                                                 | 1949.4.8. 사망                                    |
| 천안군    | 김용화 |             | 무소속             |             | 무소속             | 천안군 일원                                                                                 | 1949.6.10. 재보궐선거 당선 1949.6.23. 의원직 상실 |
| 천안군    | 이상돈 |             | 민주국민당         |             | 민주국민당         | 천안군 일원                                                                                 | 1949.7.23. 재보궐선거 당선                        |

### 전라북도(22석)
| 선거구    | 이름   | 당선시 정당 | 당선시 정당            | 종료시 정당 | 종료시 정당        | 관할구역                                                                      | 비고                                                                       |
| --------- | ------ | ----------- | ---------------------- | ----------- | ------------------ | ----------------------------------------------------------------------------- | -------------------------------------------------------------------------- |
| 전주부    | 신성균 |             | 무소속                 |             | 무소속             | 전주부 일원                                                                   | 1949. 자격상실                                                             |
| 전주부    | 공석   |             |                        |             |                    |                                                                               |                                                                            |
| 군산부    | 윤석구 |             | 무소속                 |             | 대한국민당         | 군산부 일원                                                                   | 일자미상 신정회 입당 일자미상 대한국민당 입당                              |
| 이리부    | 배헌   |             | 무소속                 |             | 대한국민당         | 이리부 일원                                                                   | 일자미상 대한노농당 입당 일자미상 대한국민당 입당                          |
| 정읍군 갑 | 나용균 |             | 한국민주당             |             | 민주국민당         | 정읍군 정주읍, 북면, 내장면, 입암면, 소성면, 고부면, 영원면, 덕천면, 이평면   | 일자미상 민주국민당 입당                                                   |
| 정읍군 을 | 김종문 |             | 한국민주당             |             | 민주국민당         | 정읍군 신태인읍, 태인면, 정우면, 감곡면, 옹동면, 칠보면, 산내면, 산외면       | 일자미상 민주국민당 입당                                                   |
| 고창군 갑 | 김영동 |             | 무소속                 |             | 대한국민당         | 고창군 고창면, 고수면, 무장면, 공음면, 상하면, 성송면, 대산면                 | 일자미상 대한노농당 입당 일자미상 대한국민당 입당                          |
| 고창군 을 | 백관수 |             | 한국민주당             |             | 민주국민당         | 고창군 아산면, 해리면, 심원면, 흥덕면, 성내면, 신림면, 부안면                 | 일자미상 민주국민당 입당                                                   |
| 부안군    | 조재면 |             | 대한독립촉성국민회     |             | 무소속             | 부안군 일원                                                                   | 일자미상 일민구락부 입당 일자미상 대한국민당 입당 일자미상 대한국민당 탈당 |
| 익산군 갑 | 백형남 |             | 대동청년단             |             | 대한국민당         | 익산군 오산면, 북일면, 황등면, 금마면, 왕궁면, 춘포면, 팔봉면, 삼기면         | 일자미상 대한노농당 입당 일자미상 대한국민당 입당                          |
| 익산군 을 | 이문원 |             | 무소속                 |             | 무소속             | 익산군 함라면, 웅포면, 성당면, 용안면, 함열면, 낭산면, 망성면, 황화면, 여산면 | 1949. 자격상실                                                             |
| 익산군 을 | 공석   |             |                        |             |                    |                                                                               |                                                                            |
| 김제군 갑 | 조한백 |             | 무소속                 |             | 민주국민당         | 김제군 김제읍, 월촌면, 용지면, 부량면, 금구면, 봉남면, 봉산면, 금산면         | 일자미상 민주국민당 입당                                                   |
| 김제군 을 | 홍희종 |             | 조선민족청년단         |             | 민주국민당         | 김제군 죽산면, 백산면, 백구면, 만경면, 공덕면, 청하면, 성덕면, 진봉면         | 일자미상 민주국민당 입당                                                   |
| 옥구군    | 이요한 |             | 대한독립촉성국민회     |             | 대한국민당         | 옥구군 일원                                                                   | 일자미상 일민구락부 입당 일자미상 대한국민당 입당                          |
| 완주군 갑 | 류준상 |             | 대한독립촉성국민회     |             | 대한국민당         | 완주군 봉동면, 삼례면, 비봉면, 초포면, 용진면, 조촌면                         | 일자미상 대한노농당 입당 일자미상 대한국민당 입당                          |
| 완주군 을 | 이석주 |             | 대한독립촉성농민총연맹 |             | 민주국민당         | 완주군 고산면, 운주면, 화산면, 상관면, 우전면, 이서면, 소양면, 구이면, 동상면 | 일자미상 민주국민당 입당                                                   |
| 진안군    | 오기열 |             | 무소속                 |             | 무소속             | 진안군 일원                                                                   | 일자미상 대한노농당 입당 일자미상 대한노농당 탈당                          |
| 금산군    | 정해준 |             | 대한독립촉성국민회     |             | 민주국민당         | 금산군 일원                                                                   | 일자미상 민주국민당 입당                                                   |
| 무주군    | 신현돈 |             | 대한독립촉성국민회     |             | 대한독립촉성국민회 | 무주군 일원                                                                   | 1948.10.19. 의원직 사퇴                                                    |
| 무주군    | 김교중 |             | 대동청년단             |             | 무소속             | 무주군 일원                                                                   | 1949.1.13. 재보궐선거 당선 일자미상 탈당                                   |
| 장수군    | 김봉두 |             | 무소속                 |             | 무소속             | 장수군 일원                                                                   |                                                                            |
| 임실군    | 진직현 |             | 대한독립촉성국민회     |             | 민주국민당         | 임실군 일원                                                                   | 일자미상 민주국민당 입당                                                   |
| 남원군    | 이정기 |             | 조선민족청년단         |             | 민주국민당         | 남원군 일원                                                                   | 일자미상 민주국민당 입당                                                   |
| 순창군    | 노익환 |             | 한국민주당             |             | 한국민주당         | 순창군 일원                                                                   | 1950.2.10. 의원직 상실                                                     |
| 순창군    | 공석   |             |                        |             |                    |                                                                               |                                                                            |

### 전라남도(29석)
| 선거구    | 이름   | 당선시 정당 | 당선시 정당            | 종료시 정당 | 종료시 정당        | 관할구역                                                                                      | 비고                                                                     |
| --------- | ------ | ----------- | ---------------------- | ----------- | ------------------ | --------------------------------------------------------------------------------------------- | ------------------------------------------------------------------------ |
| 광주부    | 정광호 |             | 한국민주당             |             | 민주국민당         | 광주부 일원                                                                                   | 일자미상 민주국민당 일원                                                 |
| 목포부    | 이남규 |             | 대한독립촉성국민회     |             | 대한독립촉성국민회 | 목포부 일원                                                                                   | 1948.10.19. 의원직 사퇴                                                  |
| 목포부    | 강선명 |             | 무소속                 |             | 대한국민당         | 목포부 일원                                                                                   | 1949.1.12. 재보궐선거 당선 일자미상 신정회 입당 일자미상 대한국민당 입당 |
| 광산군    | 박종남 |             | 무소속                 |             | 무소속             | 광산군 일원                                                                                   | 일자미상 대한노농당 입당 일자미상 탈당                                   |
| 담양군    | 정균식 |             | 조선민족청년단         |             | 민주국민당         | 담양군 일원                                                                                   | 일자미상 민주국민당 입당                                                 |
| 곡성군    | 서우석 |             | 한국민주당             |             | 민주국민당         | 곡성군 일원                                                                                   | 일자미상 민주국민당 입당                                                 |
| 구례군    | 김종선 |             | 한국민주당             |             | 민주국민당         | 구례군 일원                                                                                   | 일자미상 민주국민당 입당                                                 |
| 광양군    | 김옥주 |             | 무소속                 |             | 무소속             | 광양군 일원                                                                                   | 1950.2.10. 의원직 상실                                                   |
| 광양군    | 공석   |             |                        |             |                    |                                                                                               |                                                                          |
| 여수군 갑 | 김문평 |             | 대한독립촉성국민회     |             | 민주국민당         | 여수군 여수읍, 쌍봉면, 삼일면, 소라면                                                         | 일자미상 민주국민당 입당                                                 |
| 여수군 을 | 황병규 |             | 무소속                 |             | 대한국민당         | 여수군 율촌면, 화양면, 돌산면, 남면, 화정면, 삼산면                                           | 일자미상 일민구락부 입당 일자미상 대한국민당 입당                        |
| 순천군 갑 | 황두연 |             | 대한독립촉성농민총연맹 |             | 대한독립촉성국민회 | 순천군 순천읍, 해룡면, 서면, 황전면                                                           | 일자미상 일민구락부 입당 일자미상 대한독립촉성국민회 입당                |
| 순천군 을 | 조옥현 |             | 대한독립촉성국민회     |             | 대한국민당         | 순천군 월등면, 쌍암면, 주암면, 송광면, 외서면, 낙안면, 별량면, 도사면, 상사면                 | 일자미상 대한노농당 입당 일자미상 대한국민당 입당                        |
| 고흥군 갑 | 오석주 |             | 대한독립촉성국민회     |             | 대한국민당         | 고흥군 고흥면, 풍양면, 도양면, 금산면, 도화면, 포두면                                         | 일자미상 신정회 입당 일자미상 대한국민당 입당                            |
| 고흥군 을 | 유성갑 |             | 단민당                 |             | 무소속             | 고흥군 봉래면, 점암면, 과역면, 남양면, 동강면, 대서면, 두원면                                 | 일자미상 대한노농당 입당 일자미상 탈당                                   |
| 보성군    | 이정래 |             | 한국민주당             |             | 민주국민당         | 보성군 일원                                                                                   | 일자미상 민주국민당 입당                                                 |
| 화순군    | 조국현 |             | 대성회                 |             | 민주국민당         | 화순군 일원                                                                                   | 일자미상 민주국민당 입당                                                 |
| 장흥군    | 김중기 |             | 무소속                 |             | 무소속             | 장흥군 일원                                                                                   | 일자미상 대한노농당 입당 일자미상 대한국민당 입당 일자미상 탈당          |
| 강진군    | 차경모 |             | 무소속                 |             | 대한국민당         | 강진군 일원                                                                                   | 일자미상 대한노농당 입당 일자미상 대한국민당 입당                        |
| 해남군 갑 | 송봉해 |             | 대한독립촉성국민회     |             | 대한국민당         | 해남군 해남면, 삼산면, 화산면, 현산면, 송지면, 북평면, 옥천면                                 | 일자미상 일민구락부 입당 일자미상 대한국민당 입당                        |
| 해남군 을 | 이성학 |             | 대동청년단             |             | 일민구락부         | 해남군 계곡면, 마산면, 황산면, 산이면, 문내면, 화원면                                         | 일자미상 일민구락부 입당                                                 |
| 영암군    | 김준연 |             | 한국민주당             |             | 민주국민당         | 영암군 일원                                                                                   | 일자미상 민주국민당 일원                                                 |
| 무안군 갑 | 김용현 |             | 한국민주당             |             | 민주국민당         | 무안군 이로면, 삼향면, 일로면, 몽탄면, 청계면, 면성면, 현경면, 망운면, 해제면                 | 일자미상 민주국민당 일원                                                 |
| 무안군 을 | 장홍염 |             | 한국민주당             |             | 민주국민당         | 무안군 지도면, 임자면, 자은면, 비금면, 도초면, 흑산면, 하의면, 장산면, 안좌면, 암태면, 압해면 | 일자미상 민주국민당 일원                                                 |
| 나주군 갑 | 이항발 |             | 무소속                 |             | 무소속             | 나주군 다도면, 왕곡면, 번남면, 공산면, 동강면, 다시면, 봉황면, 세지면, 영산포읍               | 일자미상 일민구락부 입당 일자미상 일민구락부 탈당                        |
| 나주군 을 | 김상호 |             | 한국민주당             |             | 민주국민당         | 나주군 나주읍, 남평면, 문평면, 삼도면, 본량면, 평동면, 노안면, 금천면, 산포면                 | 일자미상 민주국민당 입당                                                 |
| 함평군    | 이성우 |             | 무소속                 |             | 대한국민당         | 함평군 일원                                                                                   | 일자미상 대한노농당 입당 일자미상 대한국민당 입당                        |
| 영광군    | 조영규 |             | 한국민주당             |             | 민주국민당         | 영광군 일원                                                                                   | 일자미상 민주국민당 입당                                                 |
| 장성군    | 김상순 |             | 한국민주당             |             | 민주국민당         | 장성군 일원                                                                                   | 일자미상 민주국민당 입당                                                 |
| 완도군    | 김장열 |             | 무소속                 |             | 대한국민당         | 완도군 일원                                                                                   | 일자미상 대한노농당 입당 일자미상 대한국민당 입당                        |
| 진도군    | 김병회 |             | 무소속                 |             | 무소속             | 진도군 일원                                                                                   | 1950.2.10. 의원직 상실                                                   |
| 진도군    | 공석   |             |                        |             |                    |                                                                                               |                                                                          |

### 경상북도(33석)
| 선거구    | 이름   | 당선시 정당 | 당선시 정당            | 종료시 정당 | 종료시 정당            | 관할구역 | 비고                                                                         |
| --------- | ------ | ----------- | ---------------------- | ----------- | ---------------------- | --- | ---------------------------------------------------------------------------- |
| 대구부 갑 | 최윤동 |             | 한국민주당             |             | 민주국민당             | 대구부 서내동, 북내동, 포정동, 서문로1가, 서성로2가, 태평로2가, 전동, 향촌동, 계산동2가, 종로1가, 종로2가, 남성로, 동일동, 장관동, 북성로1가, 북성로2가, 대안동, 삼덕동, 사일동, 화전동, 태평로1가, 칠성동, 동문동, 문화동, 상덕동, 용덕동, 공평동, 완전동, 동인동, 교동, 동성로1가, 동성로2가, 동성로3가, 남일동, 곡산동, 신암동, 산격동, 복현동, 검단동, 수동, 상서동, 하서동 | 일자미상 민주국민당 입당                                                     |
| 대구부 을 | 서상일 |             | 한국민주당             |             | 민주국민당             | 대구부 동산동, 시장북통, 서문로2가, 도원동, 서야동, 인교동, 달성동, 계산동1가, 수창동, 대신동, 서성로1가, 원동, 태평로3가, 비산동, 상리동, 중리동, 평리동, 이현동, 노곡동, 조야동, 내당동, 성당동 | 일자미상 민주국민당 입당                                                     |
| 대구부 병 | 백남채 |             | 한국민주당             |             | 민주국민당             | 대구부 남산동, 봉산동, 대봉동, 덕산동, 대명동, 중동, 하동, 상동, 신천동, 효목동, 만촌동, 범어동, 황청동, 지산동, 범물동, 두산동, 봉덕동 | 일자미상 민주국민당 입당                                                     |
| 달성군    | 김우식 |             | 전도회                 |             | 일민구락부             | 달성군 일원 | 일자미상 일민구락부 입당 일자미상 조선민주당 입당                            |
| 군위군    | 박준   |             | 무소속                 |             | 대한국민당             | 군위군 일원 | 일자미상 일민구락부 입당 일자미상 대한국민당 입당                            |
| 의성군 갑 | 정우일 |             | 무소속                 |             | 대한국민당             | 의성군 의성읍, 단촌면, 점곡면, 옥산면, 사곡면, 춘산면, 가음면, 금성면, 봉양면 | 일자미상 일민구락부 입당 일자미상 대한국민당 입당                            |
| 의성군 을 | 권병노 |             | 대한독립촉성국민회     |             | 일민구락부             | 의성군 비안면, 구천면, 단밀면, 단북면, 안계면, 다인면, 신평면, 안평면 | 일자미상 일민구락부 입당                                                     |
| 안동군 갑 | 김익기 |             | 대한독립촉성국민회     |             | 민주국민당             | 안동군 안동읍, 와룡면, 북후면, 서후면, 풍산면, 풍서면 | 일자미상 민주국민당 입당                                                     |
| 안동군 을 | 정현모 |             | 무소속                 |             | 무소속                 | 안동군 일직면, 남후면, 남선면, 임하면, 길안면, 임동면, 월곡면, 예안면, 도산면, 녹전면 | 1948.10.18. 의원직 사퇴                                                      |
| 안동군 을 | 임영신 |             | 대한여자국민당         |             | 대한국민당             | 안동군 일직면, 남후면, 남선면, 임하면, 길안면, 임동면, 월곡면, 예안면, 도산면, 녹전면 | 1949.1.13. 재보궐선거 당선 일자미상 일민구락부 입당 일자미상 대한국민당 입당 |
| 청송군    | 김봉조 |             | 교육협회               |             | 무소속                 | 청송군 일원 | 일자미상 일민구락부 입당 일자미상 일민구락부 탈당                            |
| 영양군    | 조헌영 |             | 한국민주당             |             | 무소속                 | 영양군 일원 | 일자미상 민주국민당 입당 1950.1.9. 민주국민당 탈당                           |
| 영덕군    | 오택열 |             | 대한독립촉성국민회     |             | 대한독립촉성국민회     | 영덕군 일원 |                                                                              |
| 영일군 갑 | 박순석 |             | 무소속                 |             | 무소속                 | 영일군 포항읍, 달전면, 흥해면, 곡강면, 신광면, 기계면, 죽장면 | 일자미상 일민구락부 입당 일자미상 일민구락부 탈당                            |
| 영일군 을 | 김익노 |             | 무소속                 |             | 무소속                 | 영일군 구룡포면, 청하면, 송라면, 연일면, 대송면, 오천면, 동해면, 지행면 | 일자미상 민주국민당 입당 일자미상 민주국민당 탈당                            |
| 경주군 갑 | 김철   |             | 대한독립촉성국민회     |             | 일민구락부             | 경주군 감포읍, 내동면, 양북면, 경주읍, 양남면, 외동면 | 일자미상 일민구락부 입당                                                     |
| 경주군 을 | 이석   |             | 대한독립촉성국민회     |             | 일민구락부             | 경주군 내남면, 산내면, 서면, 견곡면, 강서면, 강동면, 천북면 | 일자미상 일민구락부 입당                                                     |
| 영천군 갑 | 정도영 |             | 대한독립촉성국민회     |             | 민주국민당             | 영천군 영천읍, 청통면, 신녕면, 화산면, 화북면 | 일자미상 민주국민당 입당                                                     |
| 영천군 을 | 이범교 |             | 대한독립촉성국민회     |             | 무소속                 | 영천군 자양면, 임부면, 고경면, 북안면, 대창면, 금호면 | 일자미상 일민구락부 입당 일자미상 일민구락부 탈당                            |
| 경산군    | 박해정 |             | 무소속                 |             | 무소속                 | 경산군 일원 |                                                                              |
| 청도군    | 박종환 |             | 대한독립촉성국민회     |             | 민주국민당             | 청도군 일원 | 일자미상 민주국민당 입당                                                     |
| 고령군    | 김상덕 |             | 민족통일본부           |             | 민주국민당             | 고령군 일원 | 일자미상 민주국민당 입당                                                     |
| 성주군    | 이호석 |             | 무소속                 |             | 일민구락부             | 성주군 일원 | 일자미상 일민구락부 입당                                                     |
| 칠곡군    | 장병만 |             | 대한독립촉성국민회     |             | 대한국민당             | 칠곡군 일원 | 일자미상 일민구락부 입당 일자미상 대한국민당 입당                            |
| 김천군 갑 | 권태희 |             | 무소속                 |             | 일민구락부             | 김천군 김천읍, 농소면, 남일면, 아포면, 개녕면, 감문면 | 일자미상 일민구락부 입당                                                     |
| 김천군 을 | 이병관 |             | 무소속                 |             | 민주국민당             | 김천군 어매면, 봉산면, 대항면, 감천면, 조마면, 구성면, 지례면, 부항면, 대덕면, 증산면 | 일자미상 민주국민당 입당                                                     |
| 선산군    | 육홍균 |             | 대한독립촉성국민회     |             | 대한국민당             | 선산군 일원 | 일자미상 신정회 입당 일자미상 대한국민당 입당                                |
| 상주군 갑 | 한암회 |             | 대한독립촉성국민회     |             | 일민구락부             | 상주군 상주읍, 사벌면, 중동면, 곡동면, 청리면, 공성면, 외남면 | 일자미상 일민구락부 입당                                                     |
| 상주군 을 | 전진한 |             | 대한독립촉성노동총연맹 |             | 대한독립촉성노동총연맹 | 상주군 내서면, 모동면, 모서면, 화동면, 화서면, 화북면, 외서면, 은척면, 공검면, 함창면, 이안면 |                                                                              |
| 문경군    | 조병한 |             | 무소속                 |             | 일민구락부             | 문경군 일원 | 일자미상 일민구락부 입당                                                     |
| 예천군    | 박상영 |             | 한국민주당             |             | 일민구락부             | 예천군 일원 | 일자미상 일민구락부 입당                                                     |
| 영주군    | 최석홍 |             | 대동청년단             |             | 민주국민당             | 영주군 일원 | 일자미상 민주국민당 입당                                                     |
| 봉화군    | 배중혁 |             | 무소속                 |             | 민주국민당             | 봉화군 일원 | 일자미상 민주국민당 입당 1950.2.10. 의원직 상실                              |
| 봉화군    | 공석   |             |                        |             |                        | |                                                                              |
| 울릉도    | 서이환 |             | 무소속                 |             | 일민구락부             | 울릉도 일원 | 일자미상 일민구락부 입당                                                     |

### 경상남도(31석)
| 선거구    | 이름   | 당선시 정당 | 당선시 정당        | 종료시 정당 | 종료시 정당        | 관할구역 | 비고                                                                         |
| --------- | ------ | ----------- | ------------------ | ----------- | ------------------ | --- | ---------------------------------------------------------------------------- |
| 부산부 갑 | 문시환 |             | 조선민족청년단     |             | 조선민족청년단     | 부산부 수안동, 복천동, 칠산동, 낙민동, 명륜동, 온천동, 사직동, 거제동, 연산동, 안락동, 반여동, 명장동, 서동, 금사동, 회동동, 석태동, 반송동, 오륜동, 부곡동, 장전동, 수영동, 망미동, 광안동, 민락동, 남천동, 재송동, 우동, 중동, 좌동, 부전동, 범전동, 초읍동, 전포동, 문현동, 부암동, 당감동, 용호동, 용당동, 감만동, 우암동, 양정동, 연지동, 대연동, 개금동, 가야동 | 1948.10.18. 의원직 사퇴                                                      |
| 부산부 갑 | 허영호 |             | 무소속             |             | 대한국민당         | 부산부 수안동, 복천동, 칠산동, 낙민동, 명륜동, 온천동, 사직동, 거제동, 연산동, 안락동, 반여동, 명장동, 서동, 금사동, 회동동, 석태동, 반송동, 오륜동, 부곡동, 장전동, 수영동, 망미동, 광안동, 민락동, 남천동, 재송동, 우동, 중동, 좌동, 부전동, 범전동, 초읍동, 전포동, 문현동, 부암동, 당감동, 용호동, 용당동, 감만동, 우암동, 양정동, 연지동, 대연동, 개금동, 가야동 | 1949.1.13. 재보궐선거 당선 일자미상 대한국민당 입당                          |
| 부산부 을 | 허정   |             | 한국민주당         |             | 민주국민당         | 부산부 범일동, 좌천동, 수정동, 초량동, 영주동 | 일자미상 민주국민당 입당                                                     |
| 부산부 병 | 한석범 |             | 한국민주당         |             | 민주국민당         | 부산부 동대신동, 서대신동, 부용동, 부민동, 아미동, 초장동, 완월동, 남부민동, 암남동, 괴정동, 하단동, 감천동, 구평동, 신평동, 장림동, 당리동, 대다동, 홍치동 | 일자미상 민주국민당 입당                                                     |
| 부산부 정 | 박찬현 |             | 무소속             |             | 무소속             | 부산부 보수동, 대청동, 동광동, 중앙동, 광복동, 신창동, 창선동, 부평동, 토성동, 충무동, 남포동, 대교동, 대평동, 남항동, 영선동, 신선동, 봉래동, 청학동, 동삼동 | 일자미상 민주국민당 입당 일자미상 민주국민당 탈당                            |
| 마산부    | 권태욱 |             | 무소속             |             | 무소속             | 마산부 일원 | 일자미상 민주국민당 입당 일자미상 탈당                                       |
| 진주부    | 이강우 |             | 무소속             |             | 무소속             | 진주부 일원 |                                                                              |
| 진양군    | 황윤호 |             | 무소속             |             | 무소속             | 진양군 일원 | 1950. 의원직 상실                                                            |
| 진양군    | 공석   |             |                    |             |                    | |                                                                              |
| 의령군    | 안준상 |             | 조선민족청년단     |             | 일민구락부         | 의령군 일원 | 일자미상 일민구락부 입당                                                     |
| 함안군    | 강욱중 |             | 조선민족청년단     |             | 조선민족청년단     | 함안군 일원 | 1950. 의원직 상실                                                            |
| 함안군    | 공석   |             |                    |             |                    | |                                                                              |
| 창녕군    | 구중회 |             | 무소속             |             | 일민구락부         | 창녕군 일원 | 일자미상 일민구락부 입당                                                     |
| 밀양군 갑 | 이주형 |             | 대한독립촉성국민회 |             | 일민구락부         | 밀양군 밀양읍, 부북면, 상동면, 산외면, 산내면, 단양면 | 일자미상 일민구락부 입당                                                     |
| 밀양군 을 | 박해극 |             | 무소속             |             | 민주국민당         | 밀양군 삼랑진면, 상남면, 하남면, 초동면, 무안면, 청도면 | 일자미상 민주국민당 입당                                                     |
| 양산군    | 정진근 |             | 무소속             |             | 무소속             | 양산군 일원 |                                                                              |
| 울산군 갑 | 최봉식 |             | 무소속             |             | 민주국민당         | 울산군 울산읍, 방어진읍, 하상면, 온산면, 서생면, 청랑면, 대현면 | 일자미상 민주국민당 입당                                                     |
| 울산군 을 | 김수선 |             | 무소속             |             | 무소속             | 울산군 농소면, 강동면, 온양면, 웅촌면, 범서면, 두동면, 두서면, 언양면, 상북면, 삼남면 | 일자미상 신정회 입당 일자미상 대한국민당 입당 일자미상 대한국민당 탈당       |
| 동래군    | 김약수 |             | 조선공화당         |             | 조선공화당         | 동래군 일원 | 1950.2.10 의원직 상실                                                        |
| 동래군    | 공석   |             |                    |             |                    | |                                                                              |
| 김해군 갑 | 신상학 |             | 무소속             |             | 대한독립촉성국민회 | 김해군 김해읍, 가락면, 대저면, 명지면, 상동면, 하동면 | 일자미상 신정회 입당 일자미상 대한독립촉성국민회 입당                        |
| 김해군 을 | 조규갑 |             | 무소속             |             | 무소속             | 김해군 진수면, 녹산면, 장유면, 주촌면, 진례면, 이북면, 생림면 |                                                                              |
| 창원군 갑 | 김태수 |             | 대한독립촉성국민회 |             | 무소속             | 창원군 진해읍, 동면, 북면, 대산면, 상남면 | 일자미상 민주국민당 입당 일자미상 민주국민당 탈당                            |
| 창원군 을 | 주기용 |             | 무소속             |             | 일민구락부         | 창원군 내서면, 창원면, 웅남면, 구산면, 진동면, 진북면, 진전면, 웅천면, 웅동면, 천가면 | 일자미상 일민구락부 입당                                                     |
| 통영군 갑 | 김재학 |             | 한국민주당         |             | 민주국민당         | 통영군 통영읍, 용남면, 산양면, 도산면, 광도면, 한산면, 둔덕면 | 일자미상 민주국민당 입당 일자미상 탈당                                       |
| 통영군 을 | 서순영 |             | 무소속             |             | 무소속             | 통영군 장승포읍, 원량면, 장목면, 거제면, 사등면, 일운면, 동부면, 하청면, 연초면 | 일자미상 민주국민당 입당 일자미상 탈당                                       |
| 고성군    | 이구수 |             | 무소속             |             | 무소속             | 고성군 일원 | 1950. 의원직 상실                                                            |
| 고성군    | 공석   |             |                    |             |                    | |                                                                              |
| 사천군    | 최범술 |             | 무소속             |             | 대한국민당         | 사천군 일원 | 일자미상 민주국민당 입당 일자미상 대한국민당 입당                            |
| 남해군    | 박윤원 |             | 무소속             |             | 무소속             | 남해군 일원 | 1950. 의원직 상실                                                            |
| 남해군    | 공석   |             |                    |             |                    | |                                                                              |
| 하동군    | 강달수 |             | 부산15구락부       |             | 일민구락부         | 하동군 일원 | 일자미상 일민구락부 입당                                                     |
| 산청군    | 강기문 |             | 무소속             |             | 대한국민당         | 산청군 일원 | 일자미상 신정회 입당 일자미상 대한국민당 입당                                |
| 함양군    | 김경도 |             | 대한독립촉성국민회 |             | 일민구락부         | 함양군 일원 | 일자미상 일민구락부 입당                                                     |
| 거창군    | 표현태 |             | 대한독립촉성국민회 |             | 일민구락부         | 거창군 일원 | 일자미상 일민구락부 입당                                                     |
| 합천군 갑 | 이원홍 |             | 대한독립촉성국민회 |             | 민주국민당         | 합천군 합천면, 봉산면, 묘산면, 가야면, 야로면, 율곡면, 초계면, 쌍책면 | 일자미상 민주국민당 입당                                                     |
| 합천군 을 | 김효석 |             | 대한독립촉성국민회 |             | 대한독립촉성국민회 | 합천군 덕곡면, 청덕면, 적중면, 대양면, 쌍백면, 삼가면, 가회면, 대병면, 용주면 | 1949.1.5. 의원직 사퇴                                                        |
| 합천군 을 | 최창섭 |             | 무소속             |             | 대한국민당         | 합천군 덕곡면, 청덕면, 적중면, 대양면, 쌍백면, 삼가면, 가회면, 대병면, 용주면 | 1949.3.30. 재보궐선거 당선 일자미상 대한노농당 입당 일자미상 대한국민당 입당 |

### 제주도(3석)
| 선거구      | 이름   | 당선시 정당 | 당선시 정당        | 종료시 정당 | 종료시 정당 | 관할구역                        | 비고                                                                         |
| ----------- | ------ | ----------- | ------------------ | ----------- | ----------- | ------------------------------- | ---------------------------------------------------------------------------- |
| 북제주군 갑 | 홍순녕 |             | 대한독립촉성국민회 |             | 민주국민당  | 북제주군 제주읍, 조천읍, 구좌읍 | 1949.5.10. 재보궐선거 당선 일자미상 민주국민당 입당 1949.12.23. 사망         |
| 북제주군 갑 | 공석   |             |                    |             |             |                                 |                                                                              |
| 북제주군 을 | 양병직 |             | 대한청년단         |             | 대한국민당  | 북제주군 애월읍, 한림읍, 추자면 | 1949.5.10. 재보궐선거 당선 일자미상 일민구락부 입당 일자미상 대한국민당 입당 |
| 남제주군    | 오용국 |             | 무소속             |             | 민주국민당  | 남제주군 일원                   | 일자미상 민주국민당 입당                                                     |

## 같이 보기
- 대한민국 제헌 국회의원 선거
- 대한민국 제헌 국회